# Polyplectron chalcurum
Lo speroniere di Sumatra (Polyplectron chalcurum R. Lesson, 1831) è un uccello galliforme della famiglia dei Fasianidi.

## Descrizione

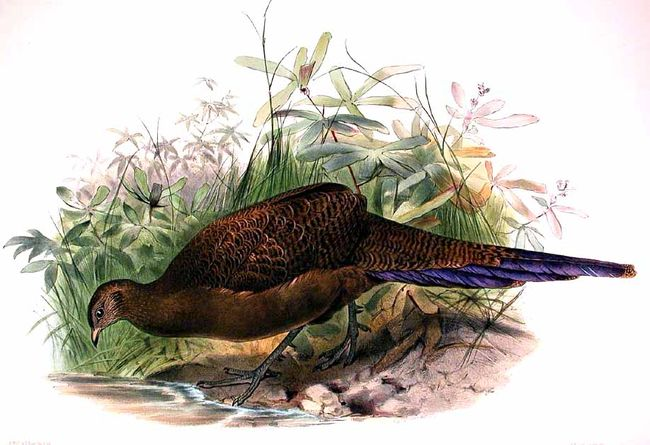

### Dimensioni
Il maschio misura circa 56 cm di lunghezza (di cui 26-38 costituiti dalla sola coda) per 370-590 g di peso; la femmina circa 40 cm (di cui 18-22 di coda) per 238-269 g.

### Aspetto
Questo piccolo fagiano elegante si distingue dalle altre specie del genere Polyplectron per l'assenza di cresta e per la lunga coda priva di ocelli. Benché il suo aspetto lo renda inconfondibile dalle altre specie in tutto il suo areale, questo uccello non è particolarmente noto, a causa della piccola taglia e della sua natura sfuggente.
La testa, il collo e le parti inferiori sono di colore marrone scuro con puntini biancastri sulla gola e leggere barre nere che dal petto giungono fino alle sotto-caudali, dove diventano più evidenti. Le parti superiori sono di colore castano-marrone con strette ed irregolari barre scure che ricoprono l'intera zona, ma non le primarie, che sono di colore marrone-nerastro uniforme. La coda è castana barrata di nero. Queste barre diventano più larghe e di colore verde-bronzo violaceo all'estremità e sui bordi esterni. La femmina somiglia molto al maschio, ma in essa le zone di colore viola metallico della coda sono presenti solamente alla sua estremità. Inoltre essa è molto più piccola, ed ha zampe e coda più corte. I giovani si differenziano dagli adulti per la coda più corta, spesso priva di qualsiasi tonalità blu metallico, e il piumaggio più chiaro, con tonalità più bruno-rossastre e meno color terra.
Ne esistono due sottospecie: oltre a quella nominale (P. c. chalcurum) che vive sulle montagne della parte meridionale di Sumatra, al disotto dell'Equatore, ve ne è un'altra (P. c. scutulatum) che vive nel nord dell'isola. In quest'ultima forma, il disegno delle parti superiori è maggiormente evidente, con barre più larghe.

### Voce
Lo speroniere di Sumatra possiede un richiamo relativamente tranquillo. Quello del maschio è un karau karau karau potente che può essere sentito da lontano. Un momento saliente di questo richiamo è contrassegnato sulla seconda nota, che è leggermente più alta. In cattività questo uccello emette solamente dei piccoli cinguettii ripetuti o dei suoni striduli di debole intensità.

## Biologia
Gli speronieri di Sumatra sono particolarmente timidi, quindi è molto difficile osservarli nel loro ambiente naturale. Sono molto prudenti e pronti a rifugiarsi nel sottobosco al minimo segnale di pericolo. Prima di ogni accoppiamento, il maschio esegue una parata laterale relativamente poco appariscente, durante la quale si avvicina piano piano alla compagna, fin quasi a sfiorarla. Arruffa le piume del petto, tende l'ala verso la sua promessa e la abbassa fino a toccare terra. La coda, parzialmente dispiegata, viene poi successivamente sollevata e inclinata verso la femmina in modo da esibire i bordi metallici delle rettrici. Dopo aver terminato tutti questi preamboli, segue la femmina in ogni suo spostamento emettendo suoni striduli discreti.

### Alimentazione
Come la maggior parte degli speronieri, anch'esso ha una dieta onnivora. Si nutre di vegetali, soprattutto di piccoli frutti, ma anche di insetti.

### Riproduzione
Non abbiamo nessuna informazione relativa al comportamento riproduttivo di questa specie in natura. Si presume semplicemente che sia monogama a partire da tre indizi: il dimorfismo sessuale poco pronunciato, la relativa semplicità della parata nuziale e l'assenza apparente di comportamento territoriale. In cattività, la femmina depone due uova di colore camoscio-bianco che vengono covate per circa 22 giorni.

## Distribuzione ed habitat
Lo speroniere di Sumatra frequenta diversi tipi di foreste di media montagna tra 800 e 1700 metri, lungo la catena centrale di Sumatra. È del tutto assente dalla costa nord dell'isola. Si può trovare sia nelle foreste primarie che non hanno subito alcuna modificazione da parte dell'uomo che in zone dove hanno avuto luogo abbattimenti di alberi. È inoltre possibile avvistarlo anche nelle piantagioni di pini o in frammenti di foresta isolati. La sua presenza in questo genere di habitat degradati, tuttavia, non significa necessariamente che vi sia adattato e in grado di riprodurvisi. A priori, lo speroniere di Sumatra rimane prevalentemente un uccello degli ambienti primari e la sua presenza in zone boschive che hanno subito dei danni significativi resta un caso eccezionale.

## Tassonomia
Come già detto, ne esistono due sottospecie:
- P. c. scutulatum Chasen, 1941, endemica delle regioni settentrionali di Sumatra;

- P. c. chalcurum R. Lesson, 1831, endemica delle regioni meridionali della stessa isola.